# TARP (protéine)
Les TARP sont des protéines transmembranaires associées aux récepteurs ionotropes de type AMPA.
Phylogénétiquement reliées à la claudine, ils sont de la famille de γ-1 (gamma-1), une sous-unité accessoire des canaux calciques.
Les membres des TARP sont γ-2 (stargazine), γ-3, γ-4, γ-7 et γ-8. Elles possèdent quatre domaines transmembranaires et leurs deux extrémités sont cytosoliques. Identifiées chez les rongeurs, elles se retrouvent chez tous les vertébrés, elles sont même connues chez la drosophile ou le nématode C. elegans. Leur localisation dans le cerveau des vertébrés est caractéristique de chaque membre. Ainsi γ-2 est très exprimée dans le cervelet, γ-8 dans l'hippocampe.
Elles possèdent un peptide carboxyterminal susceptible d'interagir avec les protéines à domaine PDZ de type I, en particulier PSD-95. Cette interaction est susceptible d'être régulée.
Outre leur rôle de chaperon facilitant le trafic des récepteurs AMPA lié à leur biosynthèse, ces protéines modifient les propriétés électrophysiologiques des récepteurs AMPA et leur mobilité à la surface membranaire (ancrage).